# Ballista

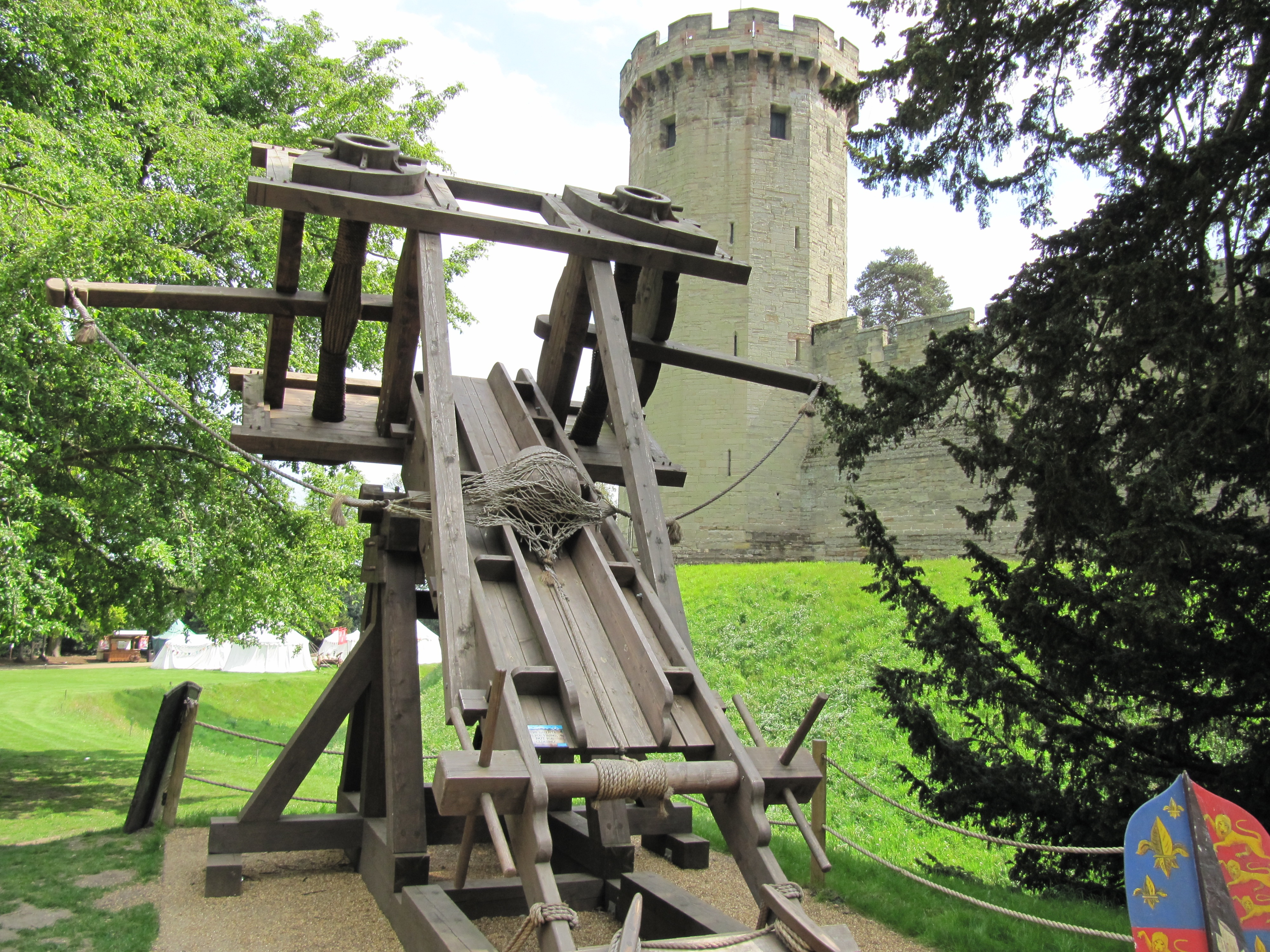
Replica van een ballista bij Warwick Castle.

De ballista is een Romeins torsie-artilleriewapen. De ballista was oorspronkelijk een steenwerpend belegeringswapen, maar later veranderde het in een compacter pijlwerpend artilleriewapen. De ballista was net als alle andere artilleriewapens uit de oudheid een katapult; een wapen dat gebruikmaakt van mechanische energie om projectielen weg te schieten.

## Geschiedenis

### Eerste artilleriewapens

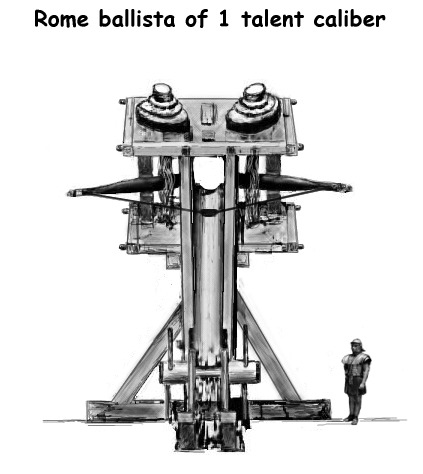
Een middelgrote ballista die stenen van één talent (circa 30 kilogram) kon wegschieten.

De oude Grieken ontwierpen de eerste artilleriewapens. Voor 421 v.Chr. ontwierpen ze de gastraphetes (γαστραφέτης, "buikwerper"), een zeer grote kruisboog die door voorover op het wapen te gaan hangen met de buik werd aangespannen. Rond 400 v.Chr. kocht tiran Dionysios I van Syracuse overal in het Middellandse Zeegebied wapenexperts weg om voor hem nieuwe wapens te ontwikkelen. Zij maakten voor hem op de gastraphetes gebaseerde composietbogen op een houten onderstel, die tijdens het beleg van Motya in 398 v.Chr. met veel succes tegen de troepen van de Carthaagse generaal Himilco werden ingezet. Rond 375 v.Chr. werd uit dit wapen de oxybeles ontwikkeld. Deze was nog groter dan de gastraphetes en de boogpees werd bij deze belegeringsmachine niet met de hand maar met een lier aangetrokken. De oxybeles behoorde nog tot het spangeschut, artilleriewapens waarbij de schietenergie uit de spanning van de boogarm wordt gehaald.
Rond 340 v.Chr. werd, waarschijnlijk onder Philippus II van Macedonië en zijn zoon Alexander de Grote, het eerste torsiegeschut ontwikkeld. Dit waren artilleriewapens die hun schietenergie uit het torsiemoment halen dat optreedt bij het in elkaar draaien van pezenbundels en de hierbij optredende elastische deformatie van het spanraam. De eerste Griekse torsieartilleriewapens waren de speerwerpende euthytone en steenwerpende palintone. Deze torsiewapens waren veel krachtiger dan de oxybeles en vervingen spangeschut dan ook vrijwel geheel. Rond deze tijd zouden de Grieken ook de kruiskoppeling hebben uitgevonden, waardoor deze wapens snel en eenvoudig op een nieuw doel konden worden gericht en veel flexibeler konden worden ingezet.

### Romeinse ballista

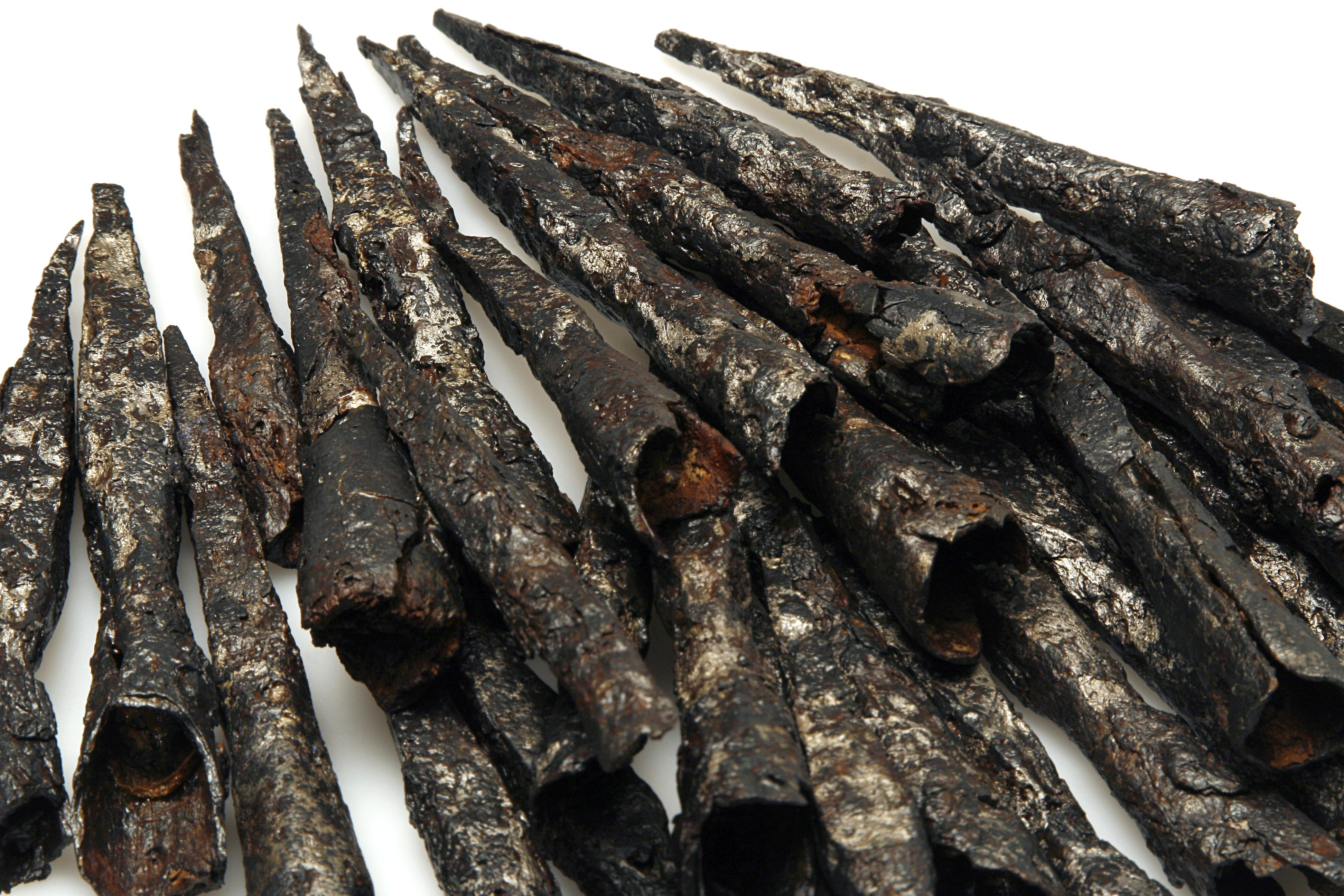
IJzeren punten van ballistaprojectielen uit het Romeins slagveld bij Kalefeld.

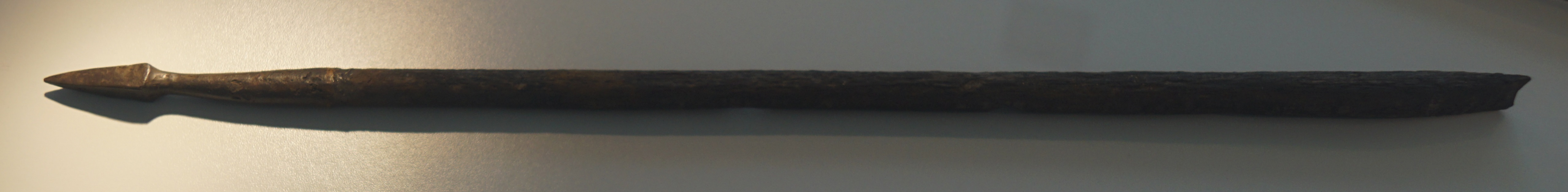
De meest intact zijnde balistapijl ter wereld werd in 2019 in Leidsche Rijn (Utrecht) gevonden.

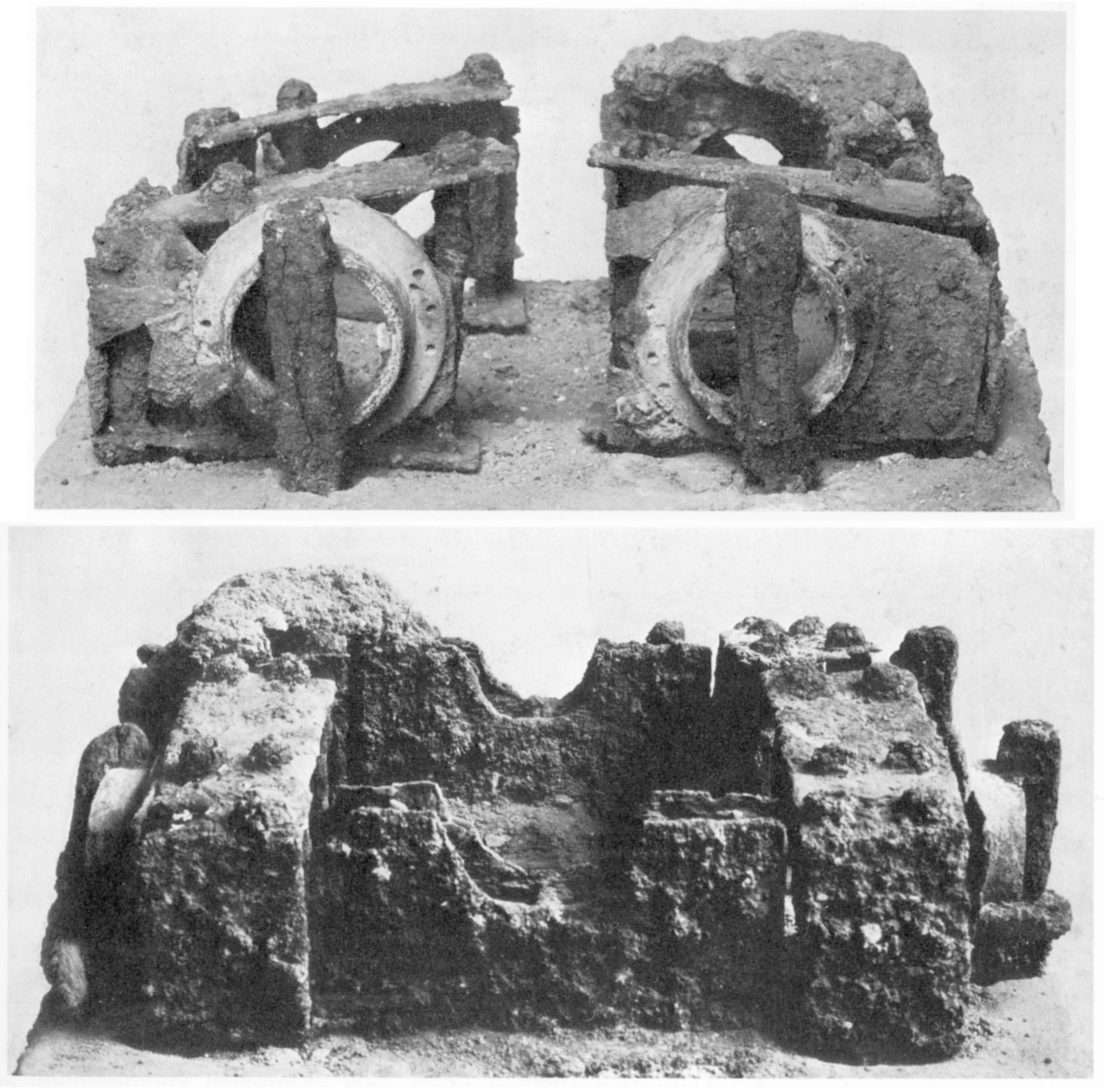
Resten van een scorpio uit circa 100 v.Chr. uit het Spaanse Empúries. Duidelijk zichtbaar zijn de gaatjes in de schijven waarmee de torsieveren versteld konden worden.

Tijdens de eerste Punische oorlogen in de derde eeuw v.Chr. kwamen de Romeinen voor het eerst in contact met de Griekse torsie-artillerie en bij de opname van Griekenland in het Romeinse Rijk in 146 v.Chr. kwam alle Griekse artillerietechnologie in Romeinse handen. De Romeinen namen het ontwerp van de euthytone over en noemden hun wapen ballista. De ballista was oorspronkelijk voornamelijk een steenwerpend belegeringswapen, hoewel er ook speerwerpende ballista's bestonden. 
De eerste ballista's in de Romeinse Republiek waren grote vrijwel geheel uit hout opgebouwde constructies, waarin alleen bij sommige verbindingen metalen platen werden gebruikt, en die wel honderden kilogrammen konden wegen. Er waren zes man nodig voor de bediening van het wapen, dat stenen tot 500 meter ver kon schieten. Aan het einde van de 3e eeuw v.Chr. beschreef Philon van Byzantium een polybolos, een ballista met repeteerfunctie die elf projectielen per minuut kon afschieten. In de 2e eeuw v.Chr. werden de choinikides, de schijven aan de boven- en onderkant van de pezenbundels verbeterd: de binnenzijde was niet meer rond maar ovaal, waardoor er langere assen met meer pezenwindingen konden worden gebruikt. Deze aan Agesistratos toegeschreven uitvinding zorgde ervoor dat de steenwerpende ballista nog krachtiger werd. Een andere verbetering ten opzichte van de vroegere torsiekatapulten waren de verstelbare schijven aan de bovenzijde van de torsiepezenbundels, waarmee een verschil in spanning tussen de torsieveren eenvoudig te corrigeren was. De boogpees werd op spanning gebracht door middel van een windas en vastgezet met een ratel en pal. Later, in het Romeinse Keizerrijk, waren veel meer onderdelen van metaal en verscheen er ook een compactere variant, de Scorpio, die door een of twee man bediend kon worden.
Ballista's waren er in verschillende afmetingen. De middelgrote ballista die stenen kogels van één talent (circa 30 kg) kon afschieten had een bereik van twee stadia (380 - 420 m) of zelfs nog meer. Dit type ballista werd onder andere ingezet tijdens de Joodse Oorlog bij het beleg van Jeruzalem in 70. In 2002 liet de Britse omroep BBC voor het programma "Building The Impossible" in tien dagen tijd een ééntalent-ballista bouwen. Deze schoot het projectiel 125 yards (114 m) ver weg. Hierbij werden voor de torsieveren echter touwen gebruikt in plaats van de veel krachtigere dierenpezen. Er bestonden veel kleinere ballista's, waarmee meestal zware bouten met ijzeren of bronzen punten werden afgevuurd, maar ook veel grotere, die stenen van wel drie of vier talenten konden afschieten.

### Opvolgers

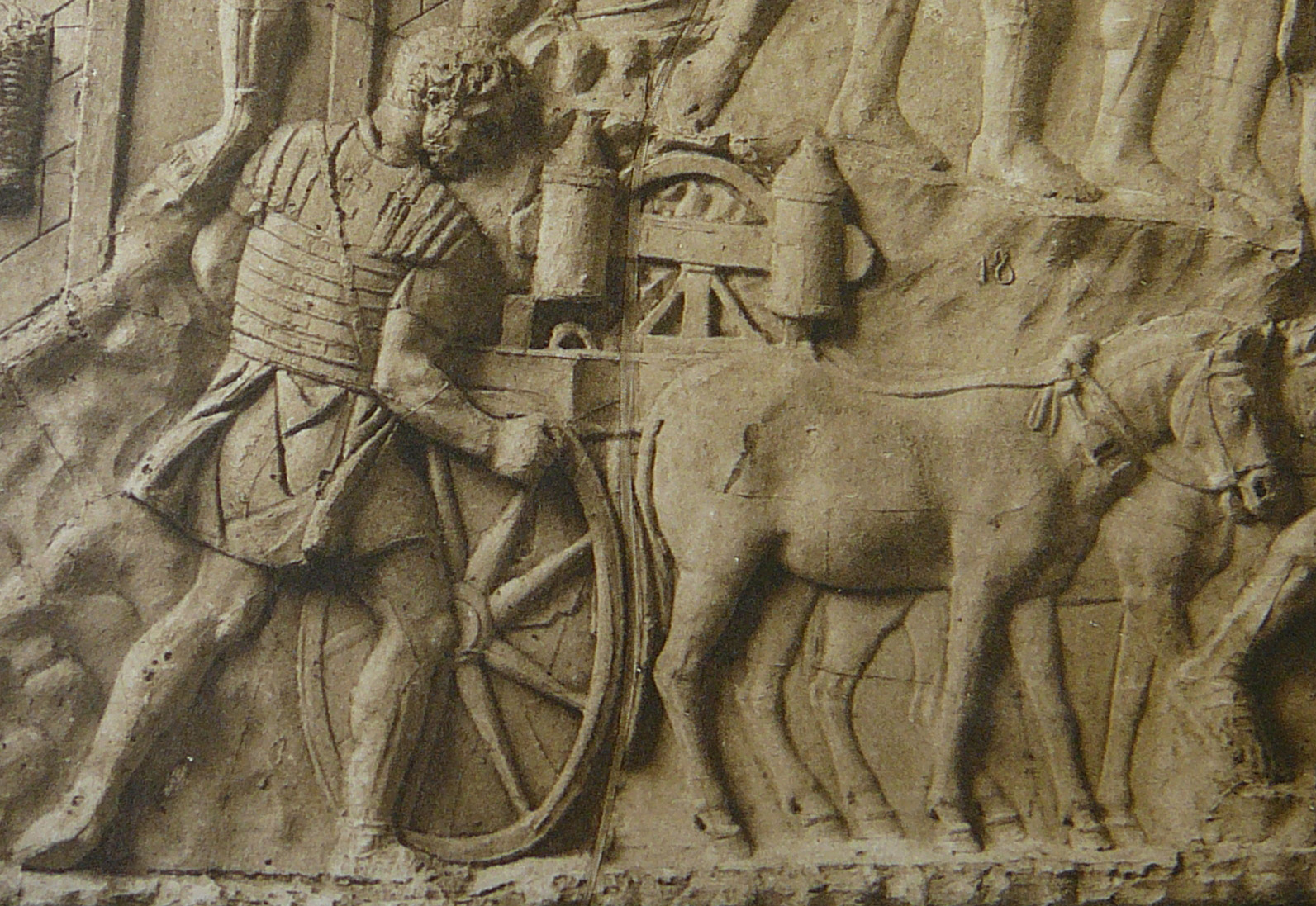
Een carroballista afgebeeld op de zuil van Trajanus.

In het jaar 100 werd met een ballista enkel nog een pijlwerpend artilleriewapen aangeduid. Deze ballista's konden speren, pijlen of bouten van twee tot drie kilogram afschieten en waren tot 450 meter effectief. Met de torsieveren tot het uiterste gespannen was met lichte pijlen een bereik van meer dan 700 meter mogelijk. Een kleine ballista kon een bout van één kilogram 300 meter ver schieten en was zeer accuraat. In 537 tijdens het beleg van Rome door de Ostrogoten onder Witiges werd een Gotische krijger in borstharnas door een ballistaprojectiel van het leger van de Byzantijnse generaal Belisarius doorboord en aan een boom genageld, waarbij meer dan de helft van de pijl in de boom verzonk.
In de legioenen werden de grote en zware ballista's vervangen door de compactere en sneller te herladen scorpiones, die wel vier projectielen per minuut kon afvuren. In de eerste eeuw werden deze weer vervangen door de nog kleinere en grotendeels uit metaal bestaande cheiroballistra's. Ook kwamen er eenvoudig te vervoeren scorpiones en cheiroballistra's op karren, carroballista's genaamd. In de vierde eeuw hadden de zwaarste ballista's een bereik van meer dan een kilometer. De ballista fulminalis kon een zware bout over de Donau schieten; een afstand van minster 1100 meter. In de middeleeuwen werd de pijlwerpende ballista vervangen door de minder complexe springald. De steenwerpende tweearmige ballista was toen allang vervangen door de veel krachtigere eenarmige onager, die projectielen in een boogbaan slingerde en dus krombaangeschut was. De onager was niet zo accuraat als de steenwerpende ballista, maar kon veel grotere stenen of andere projectielen afschieten en was dus een effectiever belegeringswapen. De succesvolle onager was tot diep in de middeleeuwen in vrijwel ongewijzigde vorm in gebruik. Uiteindelijk werd deze opgevolgd door slingerarmkatapulten als de mangonel en trebuchet.

## Etymologie
Het Latijnse woord ballista komt van het Griekse βαλλίστρα ballistra, dat is afgeleid  van βάλλειν ballein, "gooien".
Het Middelnederlandse woord blijde is van het woord ballista afgeleid; blijde komt van het Middeleeuws Latijnse woord blida "katapult", dat weer is afgeleid van het Latijnse ballista. Nog steeds gebruiken we in het forensisch onderzoek bij onderzoek van de beweging van kogels uit moordwapens de term ballistisch onderzoek.